# Euxoa centralis
Euxoa centralis är en fjärilsart som beskrevs av Otto Staudinger 1889. Euxoa centralis ingår i släktet Euxoa och familjen nattflyn. Inga underarter finns listade i Catalogue of Life.